# گوون اونوت
گوون اونوت (انگلیسی: Güven Önüt؛ ۱۹۴۰ – ۲۴ فوریه ۲۰۰۳ (aged 62/63)) بازیکن فوتبال اهل ترکیه بود.
از باشگاه‌هایی که در آن بازی کرده‌است می‌توان به باشگاه فوتبال ترابزون‌اسپور، باشگاه فوتبال بشیکتاش، و باشگاه فوتبال اردواسپور اشاره کرد.
وی همچنین در تیم‌های ملی فوتبال زیر ۲۱ سال ترکیه و ترکیه بازی کرده‌است.